# NGVA

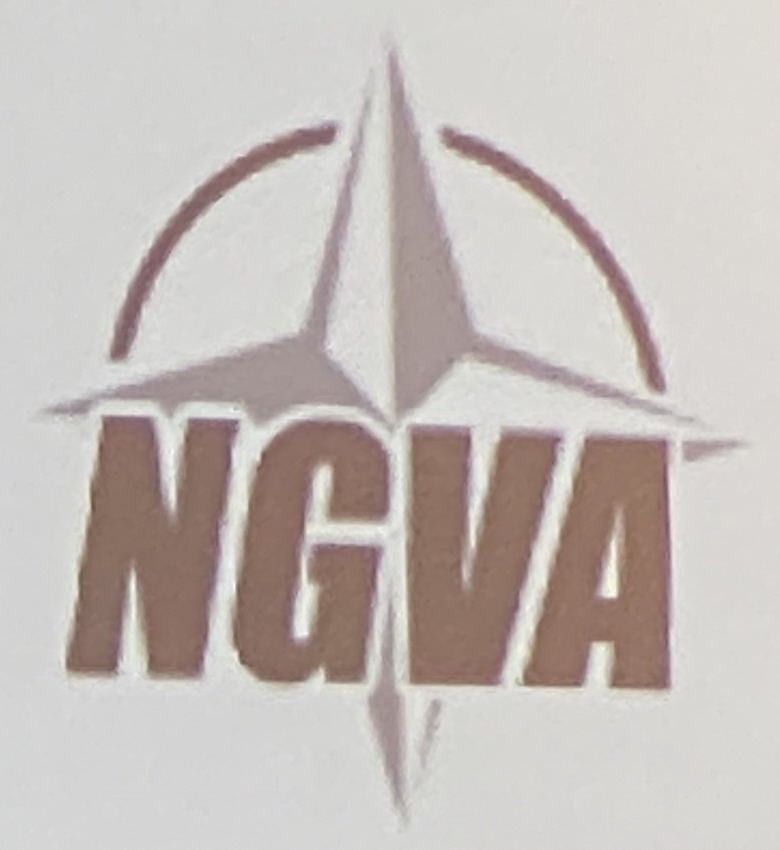
Логотип NGVA

NGVA (англ. NATO Generic Vehicle Architecture) - общая архитектура транспортных средств, регламентированная стандартом НАТО STANAG 4754 и детально описанная в публикации AEP-4754.
В основе архитектуры NGVA лежит использование на борту транспортной платформы разветвлённой цифровой IP-сети, к которой подключены все системы машины через специальные интерфейсные шлюзы (Gateway)
.
Напряжение электропитания для NGVA стандартизовано на уровне 28 В постоянного напряжения.
Примерами реализации NGVA являются шведская боевая машина CV90 MkIV, немецкая боевая машина BOXER.

## История разработки
В 2012 г.  европейская Организация совместных проектов вооружения (Organisation for Joint Armament Cooperation (French: Organisation conjointe de coopération en matière d’armement; OCCAR) инициировала проект относительно боевых машин с открытой архитектурой "Land Vehicle with Open System Architecture (LAVOSAR)", главным исполнителем которого стала компания Rheinmetall. Задачей проекта было определение существующих стандартов в соответствующей области и формирование стратегии развития на перспективу..
По результатам проекта, завершившегося в 2014 г., было рекомендовано адаптировать национальный стандарт Великобритании  Defence Standard 23-09 "Generic Vehicle Architecture" под стандарт НАТО путём расширения и внесения дополнений.
Разработкой соответствующего стандарта НАТО занимались эксперты Ассоциации военной электроники MILVA.
Перспективным направлением развития NGVA является трансформация её в мультисетевую систему.